# Šest důvodův pěkných a krátkých

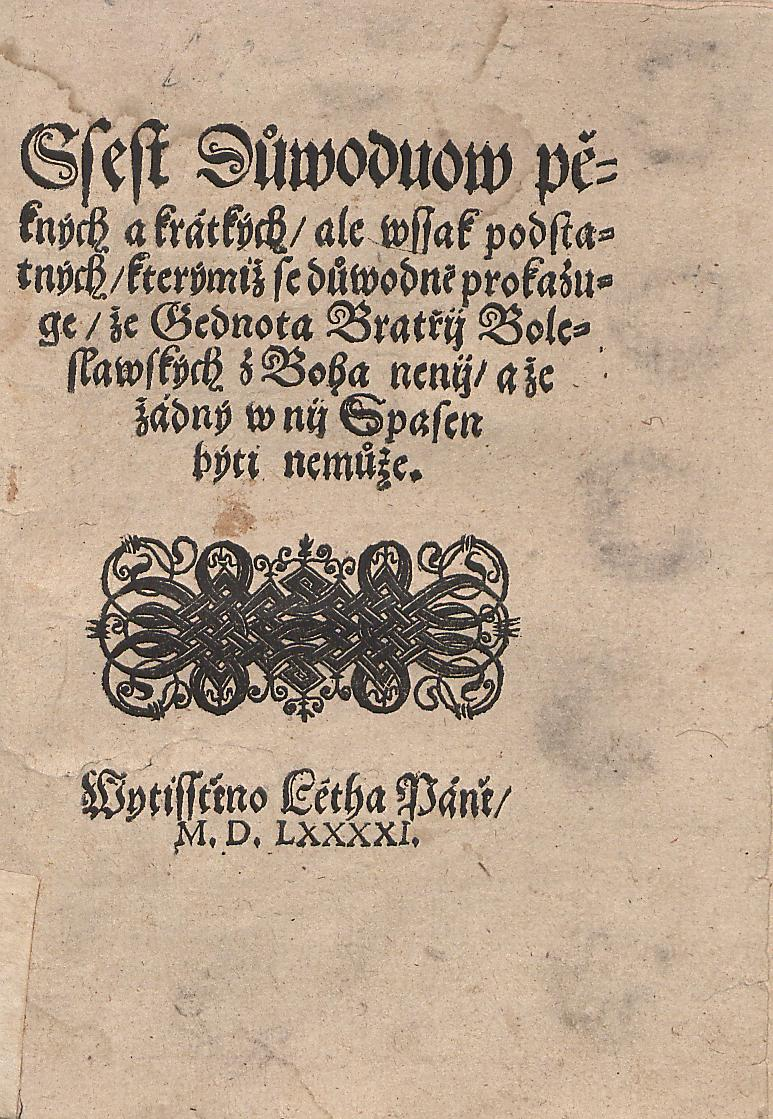
Titulní strana knihy Šest důvodův pěkných a krátkých, kterýmiž se důvodně prokazuje... od Václava Šturma

Tisk Šest důvodův pěkných a krátkých, kterýmiž se důvodně prokazuje, že Jednota Bratří Boleslavských z Boha není a že žádný v ní spasen býti nemůže, jenž vyšel v roce 1591, je jedním z mnoha náboženských spisků, které v druhé polovině 16. století vycházely a byly v rámci mladého knižního trhu velmi populární. 

## O díle
České země, již od husitských dob nábožensky rozdělené, byly právě v oblasti věroučné velmi citlivé a právě v tomto prostoru byla otázka náboženské příslušnosti jedním z hlavních „veřejných“ témat. Univerzitní učenci, kněží, šlechta, společenská elita, ti všichni se nějakým způsobem nábožensky prezentovali, přičemž konfesní mapa českých zemí nebyla jen duální, ale mnohem pestřejší. Od Basilejských kompaktát byli i Římem uznáni husité, ale vedle katolické církve, stoupenců Husa (utrakvisté) se v českých zemích vyprofilovaly i další reformační skupiny, především Jednota bratrská. Lutherovo vystoupení pak vlilo protestantskému táboru v českých zemích novou sílu do žil a značná část stavů a obyvatel konvertovala k luteránskému vyznání a ke Kalvínovi. Navíc v situaci nástupu katolických Habsburků na český trůn (i když Maxmilián II. a Rudolf II. byli oba, v rámci dobových možností, nábožensky tolerantní) a pozvolnému tvoření habsburského středoevropského soustátí, které bylo z náboženského hlediska velmi pestré, se stala konfesní otázka věcí kardinální. 
České země byly v této době netypické nejen Římem uznaným, i když neustále zpochybňovaným, dvojvěřím, ale i tím, že ve vlastní zemi bylo takové rozložení, většinový protestantismus, menšinový, ale vlivný katolicismus, respektováno a vzájemně tolerováno. Dobové ozbrojené náboženské střety (např. Bartolomějská noc ve Francii) se českým zemím vyhýbaly a energie se vybíjela spíše v učených i méně učených přích. Do této kategorie spadá i dílo Šest důvodův pěkných a krátkých…

## Autorství
Autorem spisku je s velkou pravděpodobností známý jezuita Václav Šturm, který se v podobných polemikách velmi vyžíval a patřil k nejagilnějším členům první generace jezuitského řádu v Čechách. Obsahem knihy je filipika proti ideologii Jednoty bratrské, když autor ji shrnul do 6 hlavních důvodů.
1. Vyznavači učení Jednoty neuznávají Ducha svatého, proto nemohou být spaseni.
2. Bratři mají nestálou ideologii, eklekticky skládají věci od různých učenců a navzájem je popírají a protiřečí si.
3. Čerpají ze všech konfesí, což je věc nemožná, jelikož není možné skládat věrouku z konfesí pravdivých i nepravdivých.
4. Ve svých věroučných článcích mají bludy, z čehož lze odvodit, že je nevede Duch svatý. Hereze je především v tom, že znovu své členy křtili, ač ti byli křtěni římskokatolickými knězi nebo českými knězi (utrakvisté).
5. Proti jednotě vydávaly mandáty všechny autority od Vladislav Jagellonského až po císaře a krále Rudolfa II.
6. Nevěří, že ve svátosti oltářní je přítomno tělo a krev Kristovo.

Na tento Šturmův spisek poté odpověděl bratrský teolog Sylvius Uberýn. Šturmův tisk se tak řadí k množství konfesních spisů nábožensky vypjaté doby a též dokládá relativní náboženskou toleranci v době vlády Rudolfa II.